# كريستينا رومانوفنا
كريستينا رومانوفنا هي عارضة روسية، ولدت في 25 أكتوبر 1992.